# Ordre Laconia
L'anomenada Ordre Laconia (en alemany Laconia-Befehl), de no rescatar els supervivents dels vaixells aliats enfonsats, fou la resposta del Großadmiral Karl Dönitz al desafortunat incident del Laconia, durant la Segona Guerra Mundial.
Abans d'aquest incident, els vaixells de la Kriegsmarine tenien per costum recollir els supervivents dels vaixells aliats que acabaven d'enfonsar. Però el setembre del 1942, davant les costes de l'Àfrica Occidental, a l'oceà Atlàntic, quan diversos vaixells alemanys, incloent els submarins U 156, U 506 i U 507, miraven de rescatar els supervivents del vaixell de passatgers britànic Laconia, foren atacats indiscriminadament per l'aviació americana, tot i haver informat abans als aliats que tenien a bord militars i civils aliats rescatats, inclosos un bon nombre de dones i nens.

## L'ordre
L'ordre deia així:
| 1. Jegliche Rettungsversuche von Angehörigen versenkter Schiffe, also auch das Auffischen Schwimmender und Anbordgabe auf Rettungsboote, Aufrichten gekenterter Rettungsboote, Abgabe von Nahrungsmitteln und Wasser haben zu unterbleiben. Rettung widerspricht den primitivsten Forderungen der Kriegsführung nach Vernichtung feindlicher Schiffe und deren Besatzungen. 2. Die Befehle über das Mitbringen von Kapitänen und Chefingenieuren bleiben bestehen. 3. Schiffbrüchige nur dann retten, wenn ihre Aussagen für das Boot von Wichtigkeit sind. 4. Bleibt hart. Denkt daran, daß der Gegner bei seinen Bombenangriffen auf deutsche Städte keine Rücksicht auf Frauen und Kinder nimmt! | 1. Qualsevol esforç per salvar els supervivents de vaixells enfonsats, com la recuperació d'homes que es trobin nedant o damunt de bots salva-vides, el reflotament de bots salva-vides volcats, així com la provisió d'aliments i aigua, s'ha d'acabar. El rescat contradiu les premises més elementals de la guerra: la destrucció dels vaixells enemics i de les seves tripulacions. 2. Les ordres relatives al salvament de capitans i caps de màquines continuen estant vigents. 3. Només es rescatarà els supervivents si la seva condició fos important per al vaixell. 4. Mantingueu-vos ferms. Recordeu que l'enemic no té miraments amb les dones i els nens quan bombardeja les ciutats alemanyes! |

## Els judicis de Nuremberg
Aquesta ordre, junt amb una altra del 1939 que no havia estat seguida estrictament, foren incloses entre els càrrecs dels Judicis de Nuremberg contra el Großadmiral Karl Dönitz, i van contribuir a condemnar-lo per "crims de guerra".